# التغذية والإدراك
يستهلك الدماغ نسبيًا كمية كبيرة من الطاقة مقارنة ببقية الجسم. على الأرجح أن الآليات التي تتضمن انتقال الطاقة من الغذاء إلى الخلايا العصبية هامة جدًا للتحكم بوظيفة الدماغ. تتطلب العمليات الجسدية البشرية بما فيها الدماغ كل من المغذيات الكبيرة والمغذيات الدقيقة.
قد تتأثر العمليات المعرفية بسبب عدم تناول ما يكفي من الفيتامينات المختارة أو بسبب اضطرابات استقلابية وذلك من خلال عرقلة العمليات المعرفية التي تعتمد على المغذيات والتي تكون مرتبطة بإدارة الطاقة في الخلايا العصبية، ما ينتج عنه التأثير على اللدونة المشبكية أو القدرة على تشفير ذكريات جديدة.

## المغذيات الضرورية لتطور الذاكرة

### الكولين
يعتبر الكولين مغذيًا ضروريًا وظيفته الأساسية ضمن جسم الإنسان هي تركيب الأغشية الخلوية على الرغم من أن له وظائف أخرى أيضًا. إنه جزيء سلائف للناقل العصبي أستيل كولين الذي يلعب دورًا في وظائف كثيرة منها التحكم بالحركة والذاكرة. قد يرتبط نقص الكولين باضطرابات عصبية أو اضطرابات الكبد. يلعب الكولين دورًا في التركيب الخلوي فيُعد مغذيًا هامًا في مرحلة ما قبل الولادة، وخلال أول فترة من نمو المولود. قد يتناول الرجال والنساء والأطفال كمية كولين من الطعام أقل من المستويات الملائمة منه. تعد النساء وخصوصًا الحوامل أو المرضعات في خطر نقص الكولين، وتطال الخطورة أيضًا كلًّا من المسنين والأطفال. من الأطعمة التي تحوي الكولين: كبد البقر وجنين القمح وصفار البيض.

### اللوتين والزيازانثين
يعتبر اللوتين والزيازانثين من أشباه الكاروتين التي تحتوي على مضادات أكسدة قوية. ركزت الأبحاث حتى الآن على تأثير أشباه الكاروتين هذه على البصر وازدياد سرعة المعالجة في العين. في السنوات الأخيرة انتقل تركيز العلماء إلى مساهمة هذه المواد في تطور الدماغ والإدراك بسبب اكتشافهم الحديث للتراكم الأحيائي للوتين والزيازانثين في الدماغ. توجد هذه المغذيات غالبًا في الخضراوات ذات الأوراق الخضراء الداكنة، وفي أغذية أخرى مثل البيض، والذرة، والكوسا، والبروكولي، وكرنب بروكسل. يجب تناول هذه الأطعمة نيئة أو مطهية على البخار لضمان الحصول على أكبر كمية مغذيات منها.

## أحماض أوميغا 3 الدهنية
تدعم أحماض أوميغا 3 الإدراك وتعتبر ضرورية لتطور الدماغ. تؤثر هذه الأحماض على طريقة تفاعل مستقبلات الخلية ضمن أغشيتها. لا يستطيع الجسم البشري تركيب أحماض أوميغا 3 أو أحماض الدوكوساهكسانويك (DHA) بمفرده. هذا يعني أن الطعام الذي نتناوله هو المصدر الوحيد للحصول على هذه الأحماض الدهنية الأساسية. أظهرت دراسات عديدة أن الناس الذين يتناولون كميات كبيرة من السمك في طعامهم هم الأقل عرضة للإصابة بالاكتئاب. تحتوي الأسماك على كمية كبيرة من أحماض أوميغا 3 وحمض الدوكوساهكسانويك وخصوصًا سمك السلمون. في المئة عام الأخيرة انخفض استهلاك الحضارات الغربية من أحماض أوميغا 3 وحمض الدوكوساهكسانويك، وزاد استهلاكهم للدهون المتحولة والمشبعة. على سبيل المقارنة زادت حالات الكآبة الحادة بشكل كبير في مناطق مثل الولايات المتحدة وألمانيا أكثر مما هي عليه في اليابان، حيث تشكل الأسماك المورد الأساسي لطعامهم.

## أغذية ممتازة لتطور الدماغ الصحي عند الأطفال
هناك عدة أطعمة من شأنها أن تعزز التطور الصحي للدماغ. يوصي العديد من الخبراء بإدخال بعض الأطعمة التالية ضمن غذائك اليومي:

### السلمون
غني جدًا بأحماض أوميغا 3 وحمض الدوكوساهكسانويك، وهناك أنواع أخرى للحوم السمك البيضاء خالية الدهون مثل سمك التون الأبيض الأصفر الزعنف، وتعتبر غنية بالبروتين لكنها لا تحوي على كمية دهون مرتفعة. يمكن استبدال سلطة التونا بشطائر سلطة السلمون للحصول على البروتين وأحماض أوميغا 3 الدهنية.

### بذر الكتان
تحوي ملعقة طعام من بذر الكتان على 1.597 ملغ من أحماض أوميغا 3 بالإضافة إلى العديد من المغذيات الأخرى.

### الفراولة والتوت البري
أثبتت العديد من أنواع التوت ذات اللون الغني الداكن مقدرتها في تحسين الذاكرة.

### زبدة الفول السوداني/ المكسرات/ البذور
تعتبر زبدة الفول السوداني مصدرًا جيدًا لفيتامين (هـ E) الذي يعتبر من مضادات الأكسدة. تحتوي أيضًا على الثيامين الذي يدعم الدماغ والجهاز العصبي. تعد أيضًا مصدرًا جيدًا للبروتين الذي يزودنا بالطاقة ويحسن التركيز.

### الحبوب الكاملة ولحم البقر قليل الدهون
تحوي الحبوب الكاملة على الكثير من الغلوكوز والألياف التي تساعد في ضبط السكر في الدم. يستخدم الجسم سكر الغلوكوز من أجل الطاقة. أظهرت معدلات الطاقة المرتفعة قدرتها على تحسين مستويات التركيز في الدماغ. أما لحم البقر قليل الدهون فيعتبر مصدرًا ممتازًا للحديد الذي يحسن مستويات الطاقة ويزيد التركيز.

### الخضار الملونة
تعتبر هذه الأغذية غنية بمضادات الأكسدة الضرورية لتنقية الدم، والمساعدة في الحفاظ على قوة خلايا الدماغ.

### الحليب/ اللبن/ مشتقات الألبان
تقدم مشتقات الألبان فيتاميني (د) و (ب) للجسم. يعتبر فيتامين (ب) ضروريًا لنمو أنسجة الدماغ، إضافة إلى أنه يزود الجسم بالأنزيمات.

### الخضروات الخضراء
تعد الخضار الورقية مثل الكرنب الأخضر، والسبانخ، والملفوف، والخس الرومي، والطحالب، مصدرًا جيدًا للفولات، بالإضافة إلى أنها غنية أيضًا بالفيتامينات.

## نقص فيتامينات (بي) والإدراك
فيتامينات بي، والمعروفة أيضا باسم بي-المركب، هي مجموعة متداخلة من المغذيات التي غالبًا ما تتواجد مع بعضها في الغذاء. يتألف المركب من الثيامين (بي1)، الريبوفلافين (بي2)، النياسين (بي3)، حمض البانتوثينك (بي5)، البيريدوكسين (بي6)، حمض الفوليك (بي9)، الكوبالامين (بي12)، والبيوتين. لا يصنع جسم الإنسان هذه الفيتامينات، وبالتالي يجب أن يحصل عليها من الغذاء. تعد فيتامينات (بي) من الفيتامينات الذائبة في الماء أي أنها لا تخزن في الجسم، ولذلك يجب أن تتجدد في الجسم بشكل مستمر. يُمكن تحديد آثار إدراكية واسعة لفيتامينات محددة من الفيتامين (بي)، وذلك لأنها تدخل في عدة عمليات استقلابية هامة ضمن الدماغ.
أجرى مجموعة من الباحثين دراسة في عام 2012، وقاسوا مستويات الفيتامينات في دم الأشخاص الخاضعين للدراسة، وقورنت مع نتائج اختبارات الذاكرة التي قاموا بها. أظهرت الدراسة أن الأشخاص الذين كانت معدلات الفيتامين مرتفعة لديهم، وبشكل رئيسي فيتامين (بي)، قد أحرزوا نتائج أعلى في اختبارات الذاكرة. جرت الدراسة في جامعة أوريغون للعلوم والصحة. على الرغم من أن الأمر يحتاج لتأكيد رسمي، لكن ثمة دليل كافٍ يدعم حقيقة أن تحسين الحمية الغذائية يستطيع رفع حدة تركيز الدماغ بشكل واضح.

### فيتامين بي1(ثيامين)
يعتبر هذا الفيتامين مهمًا لتسهيل استخدام الغلوكوز، وبالتالي يضمن إنتاج الطاقة للدماغ والأداء الطبيعي للجهاز العصبي، العضلات، والقلب. يوجد الثيامين في النسيج العصبي عند الثدييات، بما يتضمن الدماغ والنخاع الشوكي. يتمتع الثيامين بدور مميز ضمن الجهاز العصبي بسبب وظيفته كمساعد للأنزيم، ودوره في الاستقلاب. يحتفظ الدماغ بالثيامين بتشبث كبير عندما يكون النظام الغذائي فقيرًا به، وبينت الدراسات أن الثيامين آخر من ينفد من كل الأنسجة العصبية المدروسة. يسبب عوز الثيامين مرضًا يعرف بالبري بري، وهناك نوعان منه: الرطب والجاف. يعرف البري بري الجاف بأنه البري بري الشوكي، ويتسم باعتلال الأعصاب المحيطية. يتواجد عوز الثيامين لدى 80% ممن يشربون الكحول بسبب تغذيتهم غير الملائمة، وقلة الامتصاص، وتعطل استخدام الثيامين. تشمل العلامات السريرية لعوز فيتامين بي1 تغيرات نفسية مثل عدم الاكتراث، تراجع الذاكرة قصيرة الأمد، تشوش الذهن، والعصبية، وتزايد معدلات الكآبة، الخرف، وحالات السقوط والكسور في سن كبير.

### فيتامين بي3(نياسين)
يتضمن فيتامين بي3، المعروف أيضا باسم النياسين، كلا من النيكوتيناميد وكذلك حمض النيكوتينيك، وكلاهما يعمل في العديد من تفاعلات الأكسدة البيولوجية والحد داخل الجسم. يشارك النياسين في تخليق الأحماض الدهنية والكوليسترول، والوسطاء المعروفين للكيمياء الحيوية للدماغ، وفي الواقع، الوظيفة المعرفية. البلاغرا هو مرض نقص النياسين. تتميز البلاغرا بشكل كلاسيكي بأربعة «أعراض»: الإسهال، التهاب الجلد، الخرف، والموت. تشمل المظاهر العصبية والنفسية للبلاغرا الصداع، التهيج، ضعف التركيز، القلق، الهلوسة، الذهول، اللامبالاة، الاضطرابات النفسية الحركية، رهاب الضوء، الهزة، الترنح، الشلل التشنجي، التعب، والاكتئاب. قد يخضع المصابون بالبلاغرا لتغييرات مرضية في الجهاز العصبي. قد تشمل النتائج إزالة الميالين وانحطاط الأجزاء المختلفة المصابة من الدماغ والحبل الشوكي والأعصاب الطرفية.

### فيتامين بي9(حمض الفوليك)
يلعب حمض الفوليك وفيتامين بي12 دورا حيويا في تخليق S-adenosylmethionine، وهو أمر ذو أهمية رئيسية في صيانة وإصلاح جميع الخلايا، بما في ذلك الخلايا العصبية. بالإضافة إلى ذلك، تم ربط حمض الفوليك بالحفاظ على مستويات كافية من العوامل المساعدة في الدماغ اللازمة للتفاعلات الكيميائية التي تؤدي إلى تخليق الناقلات العصبية السيروتونين والكاتيكولامين. ترتبط تركيزات حمض الفوليك في بلازما الدم وتركيزات الهوموسيستين عكسيا، بحيث تؤدي الزيادة في حمض الفوليك الغذائي إلى تقليل تركيز الهوموسيستين. وبالتالي، فإن المدخول الغذائي من حمض الفوليك هو محدد رئيسي لمستويات الهوموسيستين داخل الجسم. العلاقة بين حمض الفوليك وفيتامين بي12 مترابطة لدرجة أن النقص في أي من الفيتامينين يمكن أن يؤدي إلى فقر الدم الضخم الأرومات، الذي يتميز بالتغير العقلي العضوي.
العلاقة بين مستويات حمض الفوليك والوظيفة العقلية المتغيرة ليست كبيرة، ولكنها كافية بما يكفي للإشارة إلى وجود ارتباط سببي. يمكن أن يسبب نقص حمض الفوليك ارتفاع الهوموسيستين داخل الدم، لأن إزالة الهوموسيستين يتطلب عملا إنزيميا يعتمد على حمض الفوليك، وبدرجة أقل، الفيتامينات بي6 وبي12.
تكمن الاختلافات في عرض فقر الدم الضخم الأرومات الناجم عن نقص حمض الفوليك أو فيتامين بي12. يؤدي فقر الدم الضخم الأرومات المرتبط بنقص فيتامين بي12 بشكل عام إلى الاعتلال العصبي المحيطي، في حين أن فقر الدم المرتبط بالفولات غالبا ما يؤدي إلى اضطرابات عاطفية أو مزاجية. لا ترتبط الآثار العصبية في كثير من الأحيان بفقر الدم الضخم الأرومات المرتبط بالفولات، على الرغم من أن اضطرابات إزالة الميالين قد تظهر في نهاية المطاف.
ارتبط تناول الفيتامين بالعجز في التعلم والذاكرة، وخاصة بين كبار السن. قد يعاني كبار السن الذين يعانون من نقص حمض الفوليك من عجز في الاستدعاء المجاني والاعتراف، مما يشير إلى أن مستويات حمض الفوليك قد تكون مرتبطة بفعالية الذاكرة العرضية.

### فيتامين بي12(كوبالامين)
يعرف أيضا باسم الكوبالامين، فيتامين بي12 مهم للحفاظ على الوظيفة العصبية والصحة النفسية. غالبا ما ينتج نقص فيتامين بي12، المعروف أيضا باسم نقص الكوبالامين، عن مضاعفات تنطوي على امتصاص في الجسم. مجموعة متنوعة من الآثار العصبية في 75-90٪ من الأفراد من أي عمر الذين يعانون من نقص فيتامين بي12 يمكن ملاحظتها سريريا. تظهر مظاهر نقص الكوبالامين في تشوهات الحبل الشوكي، الأعصاب الطرفية، الأعصاب البصرية، والمخ. تتضمن هذه التشوهات انحطاطا تدريجيا للمايلين، ويمكن التعبير عنها سلوكيا من خلال تقارير عن الاضطرابات الحسية في الأطراف، أو الاضطرابات الحركية، مثل ترنح المشي. ينتشر اعتلال النخاع والاعتلال العصبي المشترك ضمن نسبة كبيرة من الحالات. قد تتراوح التغيرات المعرفية من فقدان التركيز إلى فقدان الذاكرة، الارتباك، والخرف. قد تظهر كل هذه الأعراض مع أو بدون تغيرات مزاجية إضافية. الأعراض العقلية متغيرة للغاية، وتشمل اضطرابات خفيفة في المزاج، البطء العقلي، الذهول، وعيب الذاكرة. يشمل عيب الذاكرة أعراض الارتباك، والإثارة الشديدة، الاكتئاب، الأوهام، السلوك بجنون العظمة، الهلوسة البصرية والسمعية، انخفاض القدرات الذهنية، عسر التحدث، السلوك الهوسي العنيف، والصرع. لقد اقترح أن الأعراض العقلية يمكن أن تكون مرتبطة بانخفاض التمثيل الغذائي الدماغي، كما هو سببه حالة النقص.
قد تظهر الحالات الخفيفة إلى المعتدلة من فقر الدم الخبيث تركيزا ضعيفا. في الحالات الشديدة من فقر الدم الخبيث، قد يعاني الأفراد من مشاكل إدراكية مختلفة مثل الخرف وفقدان الذاكرة. ليس من السهل دائما تحديد ما إذا كان نقص فيتامين بي12 موجودا، خاصة بين كبار السن. قد يظهر الناس بسلوك عنيف أو تغييرات أكثر دقة في الشخصية. قد يقدمون أيضا شكاوى غامضة، مثل التعب أو مشاكل الذاكرة، والتي قد تعزى إلى عمليات الشيخوخة المعيارية. قد تحاكي الأعراض المعرفية السلوك في مرض الزهايمر والخرف الآخر أيضا.
يمكن علاج الأشخاص الذين يعانون من نقص في فيتامين بي12 على الرغم من وظيفة الامتصاص الطبيعية من خلال تناول ما لا يقل عن 6 ميكروغرام/يوم من الفيتامين في شكل حبوب. سيحتاج الأشخاص الذين يعانون من أسباب لا رجعة فيها للنقص، مثل فقر الدم الخبيث أو الشيخوخة، إلى علاج مدى الحياة بجرعات دوائية من فيتامين بي12. تعتمد إستراتيجية العلاج على مستوى نقص الشخص وكذلك مستوى أدائه المعرفي. يتضمن علاج أولئك الذين يعانون من نقص حاد 1000 ميكروغرام من فيتامين بي12 يدار عن طريق العضل يوميا لمدة أسبوع واحد، أسبوعيا لمدة شهر واحد، ثم شهريا لبقية حياة الشخص. تطور المظاهر العصبية لنقص الكوبالامين تدريجي بشكل عام. نتيجة لذلك، التشخيص المبكر مهم وإلا فقد يحدث ضرر لا رجعة فيه. عادة ما يظهر الأشخاص الذين اصبحو خرفا تحسنا إدراكيا ضئيلا أو معدوما مع إعطاء فيتامين بي12. هناك خطر من أن حمض الفوليك الذي يعطى لأولئك الذين يعانون من نقص فيتامين بي12 قد يخفي أعراض فقر الدم دون حل المشكلة المطروحة. في هذه الحالة، سيظل الناس معرضين لخطر العجز العصبي المرتبط بفقر الدم المرتبط بنقص فيتامين بي12، والذي لا يرتبط بفقر الدم المرتبط بنقص حمض الفوليك.